# وضوح ما بعد الجنون
وضوح ما بعد الجنون هو مصطلح يصف الشعور بصفاء الذهن أو "إعادة ضبط" العقل بعد النشوة الجنسية في الجماع أو الاستمناء. كما ارتبطت مشاعر الاشمئزاز من الذات، وكذلك الشعور بالذنب، بهذا المصطلح. كما تم توثيق الاشمئزاز والندم على فعل الجماع أو مع الشريك الجنسي.

## أصل الكلمة واستخدامها
توجد كلمة قذف في العبارة العامية" قذف النشوة" ، والتي تشير إلى هزة الجماع لدى الذكور. وقد لوحظ أن مصطلح "راحة فكرية بعد الشهوة" يُستخدم بشكل خاص في المناقشات عبر الإنترنت. استشهدت مجلة جي كيو بمستخدم واحد على تويتر نشر عن المصطلح في عام 2012. وقد تم توثيق مصطلحات مماثلة حتى في وقت سابق: على لوحة الرسائل النصية اليابانية تو تشانيل ، ظهر مصطلح "وقت الحكيم"، الذي يشير إلى نفس المفهوم، في وقت مبكر من أكتوبر 2005. يمكن إرجاع المصطلح المماثل راحة فكرية بعد الشهوة إلى إدخال عام 2006 في قاموس إيربن.
تمت الإشارة إلى هذه العبارة في أغاني دكتور دري ودريك وأليميدا.

## التغطية والبحث
وصف العديد من كتاب وسائل الإعلام على الإنترنت "وضوح ما بعد الجماع" بأنه أشبه بلحظة "آها" بالنسبة للرجال بعد الجماع. غالبًا ما تربط التغطية الإعلامية لوضوح ما بعد الجماع الرجال بقدرتهم على ربط تجربتهم بشكل قصصي، على الرغم من توثيق تعرض النساء أيضًا لهذه الظاهرة.
على الرغم من ملاحظتها على أنها مشابهة لاضطراب ما بعد الجماع (أو الحزن ما بعد الجماع)، فقد تمت مناقشة الوضوح بعد الجماع كظاهرة مميزة.